# Oedostethus kaszabi
Oedostethus kaszabi is een keversoort uit de familie kniptorren (Elateridae). De wetenschappelijke naam van de soort is voor het eerst geldig gepubliceerd in 1968 door Gurjeva.